# Richard Simpson (Politiker)

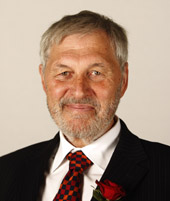
Richard Simpson

Richard Simpson (* 1942 in Edinburgh) ist ein schottischer Politiker und Mitglied der Labour Party.

## Leben
Simpson besuchte die Perth Academy und das Trinity College Glenalmond in Perth sowie die Universität Edinburgh. Er war in der Folge als Allgemeinmediziner und Psychiater tätig. 

## Politischer Werdegang
Bei den Schottischen Parlamentswahlen 1999 gewann Simpson das Direktmandat des Wahlkreises Ochil und zog in das neugeschaffene Schottische Parlament ein. Nach dem Ableben des Ersten Ministers Donald Dewar, der zwischenzeitlichen Führung durch Henry McLeish und der Vereidigung von Jack McConnell zum Ersten Minister im November 2001 wurde Simpson zum Deputy Minister für Justiz ernannt. Ein Jahr später löste Simpson mit der Bezeichnung streikender Feuerwehrmänner als faschistische Bastarde eine Welle der Empörung aus, in deren Folge er Ende November 2002 von seinem Amt zurücktrat, jedoch seinen Sitz im Parlament behielt.
Bei den Parlamentswahlen 2003 trat er abermals für Ochil an, unterlag jedoch dem Kandidaten der SNP, George Reid. Da auf Grund des Wahlergebnisses für die Labour Party in der Wahlregion Mid Scotland and Fife keine Listenkandidaten ins Parlament entsandt wurden, verlor Simpson seinen Sitz. Bei den Parlamentswahlen 2007 gelangte Simpson über die Liste von Mid Scotland and Fife ins Parlament. Im Zuge der Wahlkreisreform von 2011 wurde der Wahlkreis Ochil abgeschafft. Ein guter Teil der Fläche ging in dem neugeschaffenen Wahlkreis Clackmannanshire and Dunblane auf, für den Simpson bei den Parlamentswahlen 2011 antrat. Er unterlag dem Kandidaten der SNP deutlich, erlangte jedoch wieder als Listenkandidat für Mid Scotland and Fife einen Sitz im Parlament. In dieser Legislaturperiode beschäftigt sich Simpson mit Themen aus den Bereichen Gesundheit und Pflege.